# Vou de Táxi
"Vou de Táxi" é o primeiro single lançado pela apresentadora e cantora brasileira Angélica em sua carreira de cantora, lançando em 1988. A música foi uma das 10 mais tocadas naquele ano, sendo desta forma responsável por alavancar a carreira da apresentadora, consolidando a sua imagem na televisão e no cenário musical brasileiro da época. 
A primeira vez em que gravou a música, Angélica tinha apenas 15 anos de idade.

## História
A canção é uma versão de "Joe le Taxi", cantada em francês pela cantora Vanessa Paradis e composta por Étienne Roda-Gil e Franck Langolff. A música foi a mais tocada nas rádios francesas em 1987, e apareceu nas listas de singles mais tocados em outros países da Europa, a saber: Alemanha (#8), Bélgica (#8), Noruega (#5), Países Baixos (#25) e Suécia (#7). A versão em português foi escrita por Aloysio Reis e Byafra no ano de 1988.
Gravada no final de 1987, tornou-se uma das dez músicas mais tocadas nas rádios durante aquele ano e fazendo com que a apresentadora fosse uma figura constante nos programas da televisão da época. A música ganhou um videoclipe que traz referências ao filme A Lagoa Azul, de 1980. O vídeo foi criado por Hans Donner e a direção coube a Paulo Trevisan. As gravações ocorreram nas praias de Cabo Frio, situado na Região dos Lagos do estado do Rio de Janeiro. A estreia ocorreu no programa Fantástico, da TV Globo, em 12 de março de 1989.
Sobre a versão em português, e o sucesso da canção, Byafra disse: "Nessa época, meu irmão trabalhava como produtor internacional. Pediram para ele fazer uma música para uma loirinha muito bonitinha, adolescente, que estava começando em um programa da TV Manchete. A imagem dela, mesmo como cantora, mesmo com esse glamour todo (do clipe), você vê que é uma coisa de garota, de menina, conservaram isso. Você não vê que é aquela mulher fatal como nos clipes de hoje. Acho que a Angélica foi esse sucesso porque ela realmente era isso".
Em 2023, Angélica performou a canção no programa Criança Esperança, da TV Globo, em um encontro com as apresentadoras Xuxa e Eliana. No mesmo ano, recebeu uma homenagem no programa Domingão com Huck, onde o álbum da canção foi mostrado no palco e as angelicats performaram a canção.

## Regravações
Em 1999, Angélica regravou a canção, remixando-a no estilo funk melody, em seu álbum Angel Hits & Amigos. Essa versão traz a participação especial da dupla brasileira Claudinho & Buchecha. Em 2013, a cantora a regravou especificamente para uma edição especial do programa Globo de Ouro produzida para o Canal Viva.